# Il suonatore di violino
Il suonatore di violino (Le joueur de violon) è un film del 1994 diretto da Charles Van Damme tratto dal romanzo Le Joueur de violon (Musikant) di André Hodeir.
Fu presentato in concorso al Festival di Cannes 1994.